# Route nationale 14 (Cameroun)
Pour les articles homonymes, voir Route nationale 14.
La route nationale 14 est une route camerounaise reliant Mora à la frontière avec le Nigeria en passant par Kolofata. Sa longueur est de 35 km,.